# Columbella mercatoria
Columbella mercatoria (denominada, em inglês, common dove-shell e West Indian dovesnail; na tradução para o português, "concha-pombo-comum" ou "caramujo-pombo-das-Índias Ocidentais"). é uma espécie de molusco gastrópode marinho do oeste do oceano Atlântico (embora esteja escrito mar Mediterrâneo na descrição de sua localidade tipo), pertencente à família Columbellidae. Foi classificada por Carolus Linnaeus, no ano de 1758, e nomeada Voluta mercatoria (no gênero Voluta) em sua obra Systema Naturae, sendo a espécie-tipo do gênero Columbella Lamarck, 1799

## Descrição da concha e hábitos
Conchas pequenas, de coloração variável cinzenta ou branca, com manchas ou faixas em castanho ou laranja; de até 2.4 centímetros de comprimento, quando desenvolvidas. Por vezes totalmente alaranjadas, amareladas ou salmão. Espiral baixa, com 5 voltas, e protoconcha bulbosa. Superfície esculpida com linhas espirais visíveis. Canal sifonal curto. Columela com sua metade inferior contendo seis ou oito pequenas dobras, formando uma abertura estreita, com relação ao lábio externo; este último apresentando 10 a 12 dentículos.
É encontrada em águas rasas, principalmente em áreas de costões, debaixo de pedras e corais, em manguezais, e em fundos de algas marinhas ou sobre organismos Octocorallia até os 80 metros de profundidade. Os animais da família Columbellidae se alimentam de substâncias vegetais, em algas, e também são detritívoros.

## Distribuição geográfica
Columbella mercatoria ocorre no golfo do México e mar do Caribe, da Carolina do Norte à Flórida (EUA), Bermudas, Antilhas, leste da Colômbia, Venezuela e costa do Brasil (do Pará até São Paulo, incluindo Fernando de Noronha, Atol das Rocas e Trindade). Esta espécie pode ser encontrada nos sambaquis brasileiros, tendo importância arqueológica desconhecida.